# Гвідо Ліндеманн
Гвідо Ліндеманн (нім. Guido Lindemann; 19 січня 1955, м. Ароза, Швейцарія) — швейцарський хокеїст, нападник.

## Кар'єра
Народившись в Ароза Гвідо Ліндеманн пройшов всю кар'єру в ЕХК Ароза. У сезоні 1969/70, талановитий нападник в 15 років дебютував в першій команді. У наступні роки він стає одним із провідних гравців клубу, разом з яким він вийшов до Національної ліги B у 1973 році і до Національної ліги в 1977 році. Подальші успіхи Ліндеманна залежать від його партнерів Йорі Маттлі і брата Марка Ліндеманна, він виграє золото з ЕХК Ароза 1980 і 1982 роках. Крім того, він став срібним призером у 1981 і 1984 роках, а також бронзовим в 1985 році. Він зіграв 44 матчі за національну збірною.
Гвідо Ліндеманн став першим швейцарським гравцем недавньої хокейної історії, який заробив понад 60 очок за сезон у 1981 (79 балів) і 1982 (67 очок) в Національній лізі. 30 років по тому, в 2012 році, Демієн Бруннер заробив 60 очок, але рекордів Ліндеманна не побив. Також в чемпіонатах 1983 і 1984 роках він ставав абсолютно найкращим бомбардиром. Разом зі своїми партнерами, Мерліном Малиновським і Йорі Маттлі, він був одним з найуспішніших швейцарських хокеїстів того часу. 
Після вильоту ЕХК Ароза у 1986 році у першу Лігу, він грає протягом двох років за ХК Амбрі-Піотта. З 1990 по 1992 рік він грав за ЕХК Кур. Регулярно допомагав своєму рідному клубові ЕХК Ароза в 1 та 2 лігах, Гвідо час від часу грав разом зі своїм сином Свеном. Закінчив свою кар'єру в СК Рейнталь у 2-й лізі.
Його сини Кім Ліндеманн і Свен Ліндеманн також професійні хокеїсти.
Після закінчення кар'єри гравця, працює разом зі своєю дружиною, як підприємець та інвестор в Арозі.

## Досягнення
- Чемпіон Швейцарії (1980, 1982).